# 125.ª Divisão de Infantaria (Alemanha)
A 125ª Divisão de Infantaria (em alemão:125. Infanterie-Division) foi uma unidade militar que serviu no Exército alemão durante a Segunda Guerra Mundial.

## Comandantes
| Comandante                                 | Data                                          |
| ------------------------------------------ | --------------------------------------------- |
| General der Infanterie Willi Schneckenburg | 5 de outubro de 1940 - 24 de dezembro de 1942 |
| Generalleutnant Helmut Friebe              | 24 de dezembro de 1942 - 31 de março de 1944  |

## Oficiais de operações
| Major Friedrich Niemeyer     | 16 de outubro de 1940-15 de setembro de 1942 |
| Oberstleutnant Ernst Golling | 15 de setembro de 1942-20 de outubro de 1943 |
| Major Hermann Adam           | 20 de outubro de 1943-5 de março de 1944     |

## Área de operações
| Alemanha                   | outubro de 1940 - abril de 1941 |
| Bálcãs                     | abril de 1941 - julho de 1941   |
| Frente Oriental, setor sul | julho de 1941 - março de 1944   |